# Sony Vision-S 02
La Sony Vision-S est un concept car de SUV électrique développée par le fabricant d'électronique japonais Sony.

## Présentation
Le concept Vision-S 02 est dévoilé le 3 janvier 2022 au Consumer Electronics Show (CES) où Sony annonce la création d'une filiale baptisée Sony Mobility. Le SUV Vision-S 02 fait suite à la présentation de la berline Vision-S 01 présentée 2 ans plus tôt au CES 2020. Ces deux véhicules servant de base à la création du constructeur automobile japonais Afeela.